# تائوکای-گاینا
تائوکای-گاینا (انگلیسی: Taukay-Gayna) یک شهرک در شهرستان میاکینسکی استان باشقیرستان کشور روسیه است.